# 華夏路 (高雄市)
華夏路（Huasia Rd.）為連結北高雄左營區和鼓山區銜接慶豐街至民族一路的南北向重要道路。往北可銜接省道台1線民族一路，往南銜接慶豐街可抵高雄市立美術館一帶。
2022年8月31日起，華夏路（華榮路至崇德路路段）進行中央分隔島及人行道改善工程，全段已於2024年2月完工。

## 行經行政區域
（由北至南）
- 左營區
- 鼓山區

## 沿線設施
- 台電屏山一次配電變電所(1550號)
- 文學公園
- 華夏西北扶輪公園
- 西歐華夏加油站
- 華夏兒童遊戲場
- 高雄市左營區新光國民小學(800號)
- 中華郵政高雄華夏路郵局(390號)

## 公車資訊
- 南台灣客運
  - 16 高鐵左營站－捷運巨蛋站－高雄應用科技大學
  - 紅50 高鐵左營站－捷運生態園區站
  - 紅51 高鐵左營站－蓮池潭－捷運生態園區站
  - 紅61 高鐵左營站－長庚醫院
- 港都客運
  - 217 新昌幹線 加昌站－合群社區－鳥松區公所
- 漢程客運
  - 紅35 金獅湖站－捷運凹子底站

## 公共自行車
- 高雄市公共自行車租賃系統：
  - 華夏民族一路口：華夏路/民族一路(西北側)
  - 文學公園(華夏路側)：華夏路1707號(東側人行道)
  - 華夏西北扶輪公園(華夏路側)：華夏路1347號(旁公園)
  - 華夏重惠街口：華夏路1138號前人行道
  - 華夏重文街口：華夏路/重文街(西南側)
  - 華夏兒童遊戲場(華夏路側)：華夏路1017號(對側人行道)
  - 新光國小(華夏路側)：華夏路800號(前人行道)
  - 新莊華夏路口北側：新莊一路141號(前人行道)
  - 新莊華夏路口東南側：新莊一路/華夏路(東南側)
  - 華夏南屏路(路口四處)：華夏路/南屏路(路口四處)

## 相關連結
- 高雄市主要道路列表